# گیوویک
گیوویک (به لاتین: Gjøvik) یک سکونتگاه مسکونی در نروژ است که در اوپلاند (نروژ) واقع شده‌است.

## خصوصیات
گیوویک ۶۷۲ کیلومترمربع مساحت و ۲۹٬۶۶۸ نفر جمعیت دارد.